# Reinaldo Jiménez
Reinaldo Jiménez – kubański zapaśnik w stylu klasycznym. Brązowy medal na mistrzostwach świata w 1986 i  ósmy w 1987. Złoto na igrzyskach panamerykańskich w 1983 i 1987 i na mistrzostwach panamerykańskich w latach 1986 i 1987. Triumfator Igrzysk Ameryki Środkowej i Karaibów w 1986. Pierwszy w Pucharze Świata w 1985 i trzeci w  1988 roku.